# José O’Callaghan Martínez
José O’Callaghan Martínez SJ (katalanisch Josep O’Callaghan Martínez, * 7. Oktober 1922 in Tortosa, Spanien; † 15. Dezember 2001 in Barcelona) war ein spanischer Jesuit und Theologe mit dem Schwerpunkt Biblische Textkritik und Papyrologie.
José O’Callaghan trat 1940 in den Jesuitenorden ein. 1952 wurde er zum Priester geweiht. 1953 wurde er Bachelor an der Theologischen Fakultät in Sant Cugat del Vallès. 1959 promovierte er zum Doktor für Philosophie und Literatur an der Universität Madrid. 1960 promovierte er in Klassischer Literatur mit dem Schwerpunkt Papyrologie an der Universität Mailand.
Ab 1961 lehrte er an der Theologischen Fakultät in Sant Cugat del Vallès. Er baute mit Unterstützung seines Schwagers Josep Palau Ribes eine umfangreiche Papyrussammlung auf, die den Grundstock für das in der Folge eingerichtete Seminario de Papirologia („Seminar für Papyrologie“) der Theologischen Fakultät bildete. Zudem gründete er 1962 die Zeitschrift Studia Papirologica.
1971 wurde er auf den Lehrstuhl für Papyrologie an das Päpstliche Bibelinstitut in Rom berufen und lehrte ab dieser Zeit außerdem mehrmals als Gastprofessor an der Universität Urbino. Von 1983 bis 1986 war er Dekan der Biblischen Fakultät des Instituts. 1992 beendete er seine Lehrtätigkeit in Rom.
1972 erregte er wissenschaftliches Aufsehen, weil er den Text des Papyrus-Fragments 7Q5 als eine frühe Form des Markusevangeliums interpretierte. Dies hätte bedeutet, dass das Evangelium bereits um 50 n. Chr. verfasst worden wäre. Doch gilt diese Theorie heute als widerlegt.